# Фактотум (роман)
«Факто́тум» (англ. Factotum, 1975, рус. перевод 2000) — второй роман американского писателя и поэта Чарльза Буковски (англ. Charles Bukowski, 1920—1994).
Фактотум (от латинского fac totum, «делай всё») — доверенное лицо, выполняющее различные поручения. Роман повествует о том, как Генри Чинаски (англ. Henry Chinaski) — литературное alter ego Буковски, антигерой всех его произведений, за исключением последнего (романа «Макулатура»), — путешествует по США времён Второй мировой войны, переходя с одного места работы на другое.

## Сюжет
В преддверии выхода романа автор описывал его содержание так: «Там рассказывается про все работы, которые у меня были. Я изъял оттуда все зализанные главы, ну и ладно. Теперь можно оставить повседневную тягомотину низшего алкогольного класса, как называют тех рабочих, кто просто пытается выжить».
Роман Буковски повествует о его жизни до начала многолетней службы на почте, которая описана в предыдущей книге — «Почтамт». Один из наиболее коротких, простых и наиболее откровенных его романов, «Фактотум» начинается с описания Чинаски, покидающего своих родителей. Он надеется стать писателем, но вынужден жить бедно и, только будучи разнорабочим — фактотумом, — может свести концы с концами. Чинаски меняет одно за другим скучные и бесперспективные места работы, в то же время днями и ночами пьянствуя, встречаясь с женщинами и постоянно пытаясь описать происходящее на бумаге.
Книга посвящена близкому другу Чарльза Буковски — Джону Мартину (англ. John Martin), основателю издательства Black Sparrow Press, которое выпустило многие книги писателя, и его жене Барбаре. Начинается роман цитатой из Андре Жида: «Писатель отнюдь не стремится увидеть, как лев кушает травку. Он понимает, что и волка, и агнца создал один и тот же Господь, а потом улыбнулся „и увидел, что это хорошо“». Цитата утверждает одну из основных тем «Фактотума», а именно творческие искания её героя и его становление в качестве писателя.
В романе Чинаски, брошенный и потерянный, следует из Лос-Анджелеса в Новый Орлеан и обратно — от работы к работе, от женщины к женщине. В отличие от «Почтамта», «Фактотум» не разделён на части и все восемьдесят семь глав следуют друг за другом беспрерывно. В первой главе Чинаски прибывает в Новый Орлеан (как он позже расскажет своему работодателю, переезд из родного Лос-Анджелеса был обусловлен стремлением побыть в одиночестве, сменив обстановку). Он ищет работу и, сняв комнату напротив бара, устраивается в небольшое издательство неподалёку, заняв пост комплектовщика в распределительном отделе компании. Проработав около недели, герой узнаёт о повышении заработной платы одного из водителей, после чего незамедлительно требует повышения своей зарплаты, и его увольняют. Следующей работой Чинаски становится место помощника в наборном цеху одной из местных газет, и там, не продержавшись и дня, он теряет место за распитие алкогольных напитков во время рабочего дня.
Решив покинуть город, герой отправляется поездом обратно в Лос-Анджелес, тратя последние деньги на билет к родителям, у которых останавливается на несколько дней. Отец выдвигает ему требование о необходимости в кратчайшие сроки найти работу и оплачивать своё проживание, а также еду и стирку; в ближайший же вечер случается первый крупный скандал — патрульная машина привозит пьяного Чинаски к родным, которые тяжело переживают безделье сына и его пристрастие к спиртному. Ситуация повторяется спустя пару дней — на этот раз Генри оказывается в городской тюрьме, откуда его забирает отец, внеся залог. Ни у Чинаски, ни у Буковски отношения с родителями не сложились с самого детства; беседуя с журналистом The London Magazine, автор говорил: «Отцу нравилось пороть меня ремнём для правки бритвы. Мать его поддерживала. Грустная история. В общем, хорошая дисциплина, но очень мало любви с обеих сторон». Главный герой устраивается на работу в магазин «Автозапчасти» и решает съехать от родителей — совместное с ними жильё обходится Чинаски слишком дорого. Проработав достаточно, чтобы скопить на билет до Нью-Йорка, он снова уезжает. На новом месте он меняет ещё два места работы — съёмщика плакатов в метрополитене (не продержавшись и ночи, увольняется из-за высокой интенсивности труда и необходимости работать в темноте) и сотрудника фабрики по производству собачьего корма, откуда, проработав две недели, уходит из-за систематического переутомления. С Нью-Йорком «не сложилось» и у самого Буковски — он говорил о городе следующее: «Там трудно жить без денег, на чужой территории и без профессии. Это было в 1944-м или 1945-м — теперь, может, и славное местечко, только я пытаться не стану». Чинаски покидает город и отправляется в Филадельфию, а, не найдя себе применения там, меняет её на Сент-Луис. Здесь же в сюжетную линию романа впервые вписываются творческие искания героя.
Я писал по три-четыре рассказа в неделю <...> большую часть отправлял Клею Глэдмору, чьим журналом Frontline искренне восхищался. Они платили всего 25 долларов за рассказ <…> Многие мои вещи Глэдмор вернул.
Он наконец-то добивается своего — после многочисленных отказов в новый выпуск попадает рассказ Чинаски «Моя душа, напоённая пивом, печальней всех мёртвых рождественских ёлок на свете», о чём Глэдмор уведомляет его в личном письме. В этом месте романа Буковски допускает расхождение со своей биографией: за год до выпуска «Фактотума» в печать, отвечая на вопрос журналиста The London Magazine Роберта Веннерстена (англ. Robert Wennerstern), он говорил, что свой первый опубликованный рассказ он отправил не во Frontline, а в журнал Story. Также есть сомнение в хронологической последовательности публикаций малой прозы писателя — в интервью 1970 года своей первой работой, попавшей в печать (опять-таки в Story, а не во Frontline), он называет «Психа из Вудбери» — рассказ, ныне считающийся утраченным.
Чинаски снова возвращается в Лос-Анджелес. В одном из местных баров он знакомится с Лорой — пьющей в одиночестве девушкой, подобно главному герою не почитающей чьё-либо общество («здесь собираются одни придурки»). Она представляет его своим друзьям — миллионеру со странными привычками Уилбуру и двум девушкам, находящимся на его попечении, — Грейс и Джерри. Проведя несколько дней в их обществе и переспав с каждой из них, Генри расстаётся с ними, а затем устраивается на новую работу — на этот раз в магазин велосипедных запчастей, где во время одного из обеденных перерывов знакомится с Джан (Джен), с которой они быстро сходятся характерами и начинают жить вместе. Из-за систематических опозданий Чинаски теряет работу, но находит новый кратковременный источник дохода — игру на скачках, которой страстно увлекается. В реальной жизни Буковски любил игру на скачках не меньше, чем Чинаски в «Фактотуме» — в интервью журналисту Los Angeles Free Press писатель говорил: «Я просираю время и деньги на бегах, потому что я чокнутый, — я надеюсь выиграть столько, чтобы уже не работать на скотобойнях, почтамтах, доках, на фабрике».
Генри проигрывает все имеющиеся средства и долго живёт впроголодь, пока не находит работу на складе автомобильных деталей, где знакомится с не менее азартным игроком по имени Мэнни. Вместе они каждый вечер посещают ипподром, и финансовое состояние Генри налаживается; одновременно с этим начинаются проблемы во взаимоотношениях с Джен, и Чинаски расстаётся с ней, уехав в Майами — по собственному признанию героя, «самое дальнее место, куда я мог уехать, не покидая страну». Найдя по объявлению в газете работу в пригороде, он устраивается помощником завхоза в магазин одежды. Проработав около полутора месяцев, Чинаски снова возвращается в Лос-Анджелес, сходится с Джен и меняет несколько мест работы кряду: рабочего в цеху осветительных приборов, уборщика в издательстве, упаковщика на производстве автомобильных колодок, водителя в таксопарке, сортировщика заказов в магазине художественных товаров, грузчика в фирме по торговле рождественскими товарами, упаковщика крепёжного оборудования, помощника пекаря, грузчика в отеле. В «Фактотуме» Буковски предлагает радикальную, обобщённую критику работы и её функций для общества Соединённых Штатов Америки и, поначалу, стратегию сопротивления. Неприятие работы в книге обретает систематический и программный характер.
Чинаски снова расстаётся с Джен, которая уходит от него к богатому торговцу недвижимостью. Роман заканчивается описанием, как безработный, усталый и одинокий герой заходит в стрип-клуб «Рокси» и смотрит на выступление танцовщицы по имени Дарлин.
Я смотрел на неё. Мы все смотрели на неё. Сквозь прозрачную ткань, прикрывавшую её лобок, проглядывали чёрные завитки волос. Похоже, Дарлин и сама распалилась не меньше, чем мужики в зале. А у меня даже не встало.

## История создания
В интервью журналисту The London Magazine писатель отмечал, что идея написать «Фактотум» возникла после прочтения автобиографической повести Джорджа Оруэлла «Фунты лиха в Париже и Лондоне» о скитаниях по дну европейских столиц. Буковски воскликнул: «Этот парень думает, будто что-то повидал? Да по сравнению со мной его только царапнуло».
Писатель говорил, что работал примерно в ста разных местах; по первоначальному замыслу книга должна была описывать их все, но из-за слишком большого количества последних, а также из-за того, что они были частично описаны в малой прозе, уже вышедшей к моменту публикации «Фактотума», пришлось убрать некоторые главы из текста романа.
Говоря о процессе написания книги, Буковски отмечал, что он длился чрезвычайно медленно и занял четыре года (с 1971-го, когда вышел в печать роман «Почтамт», по 1975-й). Уже почти готовая книга длительное время лежала в ящике письменного стола — писатель никак не мог взяться за работу над ней. Однажды, вернувшись со скачек и выпив пива, он сел за печатную машинку и закончил «Фактотум» — по утверждению автора, это оказалось гораздо легче, чем он думал поначалу.

## Персонажи
Главным героем романа, а также единственным значимым персонажем мужского пола, является литературное альтер эго автора — Генри Чинаски. По мнению коллектива авторов книги «The Continuum Encyclopedia of American Literature», в «Фактотуме» он предстаёт в виде несгибаемого, бескомпромиссного андерграундного американца «достоевского типа»; он живёт в нерадивом обществе, ведомый больше случаем, нежели сознательным выбором, — меняя нормальность и посредственность на самосовершенствование и развлечения; будучи мятежником на манер Гекльберри Финна средних лет, Чинаски несёт в себе сильный дух настоящего янки — нескончаемые затруднительные ситуации, в которые он попадает, делают его пленительным американским антигероем.
Джан (Джен) — единственный сюжетно значимый, в противес «эпизодическим» знакомым Чинаски, персонаж женского пола в книге. Её прототипом является Джейн Куни Бейкер (англ. Jane Cooney Baker), которая также появляется в романе «Почтамт» (под именем Бетти или Крошка Бетти) и сборнике малой прозы «Признания человека, безумного настолько, чтобы жить со зверьём» (под именем К). В жизни самого Буковски Бейкер — вдова, алкоголичка и величайшая любовь всей жизни писателя. Он так говорил о ней: «Она стала первой женщиной — вообще первым человеком, который принёс мне хоть немного любви».

## Художественные особенности
«Фактотум» — вторая книга автобиографического цикла Буковски, состоящего из романов «Хлеб с ветчиной» (англ. Ham on Rye, 1982), «Фактотум» (англ. Factotum, 1975), «Почтамт» (англ. Post Office, 1971), «Женщины» (англ. Women, 1978) и «Голливуд» (англ. Hollywood, 1989).
Как отмечает писатель Обри Малоун (англ. Aubrey Malone), стиль «Фактотума» схож с предыдущей работой автора — «Почтамтом»; короткие главы повествуют о недолгом пребывании Чинаски на том или ином месте работы — «рассеянный» стиль автора здесь дублирует манеру письма Джона Фанте, о котором сам Буковски говорил: «Он был крутой засранец, а пишет лучше меня — почти что лучше меня»; Рассел Харрисон (англ. Russell Harrison), автор книги «Against the American dream: essays on Charles Bukowski», утверждает, что чем более Буковски дистанцирован от времени, о котором пишет, тем более безошибочно его художественное мастерство.
Обозреватель газеты «The Minaret Online» Университета Тампы отметил, что в «Фактотуме» писатель, как кинорежиссёр, создаёт гобелен малоизвестного, депрессивного мира — мира тёмных прокуренных баров, неоновых огней, ночей, наполненных ароматами зловонного виски и пахнущих табаком пальцев; в этом мире живут сутенёры, алкаши, проститутки и бомжи. Автор статьи добавляет здесь: «Добро пожаловать в мир «грязного реализма»»; журналист The New York Times обозначил Буковски не имеющим себе равных в прозе.
В статье, посвящённой писателю, обозреватель книжного магазина «Piter Books» отмечает, что в «Фактотуме», в отличие от других произведений Буковски, образ Чинаски дается наиболее развернуто; герой предпочитает общество представителей «низшего алкогольного класса», чем обесценивает любые высокие чаяния. Критик делает здесь ремарку, добавляя, что в романе, однако, в большой мере присутствует «тяга к высокому» — и это придает повествованию особый трагизм.

## Отзывы и критика
Роман «Фактотум» снискал популярность в Европе бо́льшую, чем в Соединённых Штатах — впрочем, как и все работы Буковски, выпущенные до 1987 года (то есть до релиза «Пьяни» Барбета Шрёдера); первоначально книга попала в поле зрения европейских критиков, только спустя некоторое время — американских. Объясняя сложившуюся вокруг своего творчества ситуацию, Буковски говорил:
Европа на сто лет опережает нас [США] в поэзии, живописи, искусстве — тут-то мне и повезло. Здесь [в США] мою работу ценят не многие. Особенно ненавидят меня феминисты.
Обозревателем сайта «Critical Book Review» книга была обозначена типичной историей о человеке, влачащем жалкое существование. По словам автора статьи, Чинаски — человек, рискующий жизнью, прыгая от работы к работе ради того, чтобы отыскать поэзию и смысл в двух противоположностях жизни — печали и радости. San Francisco Chronicle назвал роман «самым сильным и личным из легендарной „Одиссеи Чинаски“».
Критик альтернативного издания Bizarre окрестил роман «горящей маленькой свечкой, проливающей свет на жизнь страстного поэта»; журнал Uncut назвал книгу «грязным реализмом от крестного отца литературы о жизни низших классов общества»; Наталья Контрерас (англ. Natalia Contreras), журналистка газеты колледжа «Дель Мар», назвала роман успешным и притягательным — за его грубую прямоту и проникновенность. Обозреватель «San Francisco Review of Books» назвал «Фактотум» книгой, прочтя которую, читатель сможет понять, что скрывается за озлобленностью её автора.
Новостной сайт «The Daily Beast» включил «Фактотум» в список «Пяти романов о том, как потерять работу» (англ. 5 Novels About Losing Your Job), назвав его лучшим среди автобиографических романов Буковски с алкашом Чинаски в качестве главного героя — по утверждению критика, «Фактотум» разоблачает своего автора в качестве поэта-лауреата невозмутимых кутежей. Портал «Just Book Reviews» назвал роман чрезвычайно важным в эру безработицы и перестройки.
Обозреватель Helium.com назвал роман произведением, которое не каждый сможет оценить; некоторых заденет его отчаянье, кто-то найдет спорным то, как автор описывает женщин, — но некоторые смогут сквозь эти и многие другие составляющие книги увидеть роман, полный чёрного юмора и насыщенной сатиры над миром работы; больше всего «Фактотум» обращается к глубоко спрятанному внутри нас, — утверждает критик, — это книга для людей, способных понять алчное желание к скитаниям и гонениям, куда бы жизнь не забросила.
Издательским домом HarperCollins книга описана в качестве мастерски яркого воскрешения в памяти грубой городской жизни и алкоголизма — превосходного предисловия к вымышленному миру Чарльза Буковски. На портале «Google Books» книга имеет более 600 отзывов со стороны читателей и рейтинг 4 из пяти возможных.

## Экранизации
Выпущенный в 1987 году фильм режиссёра Барбета Шрёдера — «Пьянь» — критиками рассматривается в качестве экранизации романа «Фактотум» и жизни его автора в целом. Сценарий к картине писал непосредственно Буковски, главными актёрами стали Микки Рурк (Чинаски) и Фэй Данауэй (Ванда). Данный фильм стал апогеем популярности Буковски в Америке — именно благодаря ему образ писателя раскрылся перед широкой массой читателей. Картина была успешной как у критиков, так и в прокате — она превратила Буковски в «голливудскую фигуру».
В 2005 году норвежским режиссёром Бэнтом Хамером роман Буковски был экранизирован под оригинальным названием — «Factotum» (в русском переводе передано как «Фактотум», «Фактотум (Мастер на все руки)» или «Мастер на все руки»). Мировая премьера состоялась 12 апреля 2005, российская премьера — 13 апреля 2006. Главные роли в фильме исполнили Мэтт Диллон (Чинаски) и Лили Тейлор (Джен). Фильм получил преимущественно высокие оценки от кинокритиков — изданием Norwegian Film News было отмечено: «Два романа Буковски „Почтамт“ и Factotum — прочно засели в сознании Бента Хамера и умоляли, чтобы превратил их в фильмы»; работу режиссёра похвалил обозреватель портала «Киномания» и критик газеты «Ведомости»; хвалебного отзыва фильм удостоился от издания «Коммерсантъ».

## Издания
Первое американское издание:
- Bukowski, Charles. Factotum. — US.: Black Sparrow Press, 1975. — P. 205. — ISBN 0876852657.

Книга неоднократно переиздавалась в 1975, 1976, 1982, 1988, 1992, 1995, 2002 компаниями Star W.H, Allen & Co., Allison & Busby, Virgin Books, Grasset, Livre de Poche, Editorial Anagrama и Ecco. Последнее на данный момент издание «Фактотума» принадлежит Virgin Books, дочерней компании корпорации Random House.
- Bukowski, Charles. Factotum. — UK.: Virgin Books, 2009. — P. 176. — ISBN 978-0-7535-1815-1.

В России книга была впервые выпущена в 2000 году в Санкт-Петербурге издательством «Новое культурное пространство» в переводе Владимира Клеблеева. Впоследствии книга дважды переиздавалась.
- Буковски, Чарльз. Фактотум = Factotum. — СПб.: Новое культурное пространство, 2000. — 256 с. — ISBN 5-900786-36-6.
- Буковски, Чарльз. Фактотум = Factotum. — Новое культурное пространство, 2007. — 232 с. — (Pocket Buk). — ISBN 5-900786-36-6.
- Буковски, Чарльз. Фактотум = Factotum. — М.: АСТ, АСТ Москва, 2008. — 256 с. — (Альтернатива). — ISBN 978-5-9713-8068-9.
- Буковски, Чарльз. Фактотум = Factotum. — М.: АСТ, Астрель, 2010. — 256 с. — (Альтернатива). — ISBN 978-5-271-28187-7.